# Liste der Ramsar-Gebiete in Albanien
Die Ramsar-Gebiete Albaniens umfassen insgesamt vier Feuchtgebiete mit einer Gesamtfläche von 98.181 ha, die unter der Ramsar-Konvention registriert sind (Stand April 2022). Das nach dem Ort des Vertragsschlusses, der iranischen Stadt Ramsar, benannte Abkommen ist eines der ältesten internationalen Vertragswerke zum Umweltschutz. In Albanien trat die Ramsar-Konvention am  29. Februar 1996 in Kraft.
Zu den Ramsar-Gebieten Albaniens zählen verschiedenste Typen von Feuchtgebieten wie Marschland, Flüsse, Süß- und Brackwasserseen, Grundwassersysteme, Seegraswiesen, Küstenlinien, Wattflächen, Lagunen und Süßwasserquellen. Zwei davon schützen grenzüberschreitende Gewässer. Drei der vier Ramsar-Gebiete Albaniens sind als Nationalpärke geschützt.
Im Folgenden sind alle Ramsar-Gebiete Albaniens nach Ausweisungsdatum geordnet aufgelistet.
| Nr. | Name des Gebiets                 | Bild | Ramsar-Gebietsnr. | Ausweisungs- datum | Fläche (ha) | Höhe (m) | Management- plan | Region                   | Lage                  |
| --- | -------------------------------- | ---- | ----------------- | ------------------ | ----------- | -------- | ---------------- | ------------------------ | --------------------- |
| 1   | Nationalpark Divjaka-Karavasta   |      | 781               | 31. Okt. 1995      | 20.000      | 0–10     | Nein             | Lushnja                  | 41° N, 19,45° O       |
| 2   | Nationalpark Butrint, Butrintsee |      | 1290              | 28. März 2003      | 13.500      | 0–845    | Ja               | Saranda                  | 39,83333° N, 20° O    |
| 3   | Shkodrasee und Fluss Buna        |      | 1598              | 2. Feb. 2006       | 49.562      | 0–544    | Ja               | Malësia e Madhe, Shkodra | 42,03° N, 19,48333° O |
| 4   | Albanischer Prespasee            |      | 2151              | 13. Juni 2013      | 15.119      | 850–2287 | Ja               | Korça                    | 40,8° N, 20,95° O     |